# نقش‌مایه فرنگی
نقش مایه فرنگی یا گلفرنگ، یکی از کهن الگوهای ایرانی ست که همزمان در هنرهای تجسمی، نظیر؛ قالی بافی و سفالگری، و در فن و معماری؛ نظیر گچبری و کاشی کاری ابنیه، نقش آفرینی کرده‌است. اما به صورت عمده، طرح و نقش گلفرنگ یکی از نقوش پر کاربرد در حوزهٔ هنرهای سنتی، و طراحی قالی است. بنابر رای برخی پژوهشگران از آنجا که این برگ‌ها در کنده کاری‌های دوره ساسانی دیده می‌شود کاربرد واژهٔ فرنگی را در مورد آنها درست نمی‌دانند و در اصل آن را نوعی کهن الگوی ایرانی به‌شمار می‌آورند. اما بنا بر رای برخی دیگر، نقوش موسوم به گل رز یا گل و مرغ، در ابتدا از هنر غرب نشات گرفته و بعدتر به بطن هنر ایرانی رسوخ نموده‌است. اما در مجموع بسیاری از پژوهشگران، تبارشناسی این نقش را از دسته نقوش فرنگی می دانند. در حقیقت نقش گلفرنگ از دوره صفویه با رواج فرنگی سازی وارد هنر ایران شده و عصر قاجار، دوره اوج شکوفایی آن بوده‌است. این نقش از همان ابتدا در تمام زمینه‌های هنری همچون نقاشی و نگارگری، کتاب آرایی، سفال‌گری، پارچه سازی، کاشی کاری و گچبری به حیطه هنرهای تزیینی ایران ورود پیدا کرده، ولی هنر قالی آخرین حوزه ای است که قویا تحت تأثیر فرنگی سازی قرار گرفته‌است. پژوهشگران دلیل این امر را استمرار و پایداری  سنت‌ها در زمینه طراحی و بافت فرش می‌دانند.
نقش مایه فرنگی یا گلفرنگ را سومین اصل از اصول هفتگانه هنر ایرانی، و یکی از طرح‌های نوزده‌گانه در تقسیم‌بندی طرح و نقش قالی ایران می‌دانند (تقسیم‌بندی که از طرف شرکت سهامی فرش ایران در سال ۱۳۵۳صورت گرفته‌است). که از قرن یازدهم هجری به دلیل علاقه هنرمندان ایرانی به فرنگی سازی، وارد عرصه هنر ایران گشته‌است.
در واکاوی اصول هفتگانه هنرهای تزیینی ایران، پیداست که در خلق برخی از نقوش از فرهنگ دیگر کشورها دستمایه ساخته شده و هنرمندان با گذار زمان، و با افزودن الحاقات به نقش مایه‌ها آنها را به کمال رسانده‌اند. این تبادلات فرهنگی اغلب از دوران باستان آغاز گردیده و تا قبل از دوران صفویه با همین روند پیش رفته‌است. اما از دوران طلایی صفویه به بعد، این ارتباطات به صورت بسیار وسیعی چشمگیر گشته‌اند. در حقیقت شاه عباس اول و به‌ویژه شاه عباس دوم، دو تن از زمامداران ایران در دوره صفویه و در اصفهان بودند که با ایجاد روابط سیاسی و تجاری باعث شکل‌گیری هر چه بیشتر این تأثیرپذیری به‌ویژه در زمینه‌های هنری گشتند، و همین امر باعث گردید که بسیاری مسائل عمده هنر ایران در دوره صفویه، متأثر از هنر اروپا شود. در آن دوره اروپاییان در مقام سفیر، تاجر، مشاور و مبلغ مذهبی وارد ایران می شدند و در دربار با شاهان و شاهزادگان ملاقات می کردند. این نحوه تبادلات فرهنگی در دوره قاجار به نقطه اوج و تکوین خود رسید و همین امر زمینه تبادلات فرهنگی را بالا برد. در حقیقت عصر قاجار به عنوان یکی از مهم‌ترین و حساس‌ترین دوره‌های تاریخی ایران نقش بسزایی در جهت تغییر و تحول رشته‌های هنری به‌ویژه صنایع دستی، نقاشی و طراحی فرش ایفا کرده‌است. از سویی سنت گریزی و شیفتگی هنرمندان نسبت به هنر غرب در آثار فرهنگی و هنری مصنوعات این دوره تاریخی ایران، در آثار باقی مانده به وضوح هویداست. بکارگیری نقش مایه فرنگی، یکی از آرایه‌های پر کاربرد در هنرهای گوناگون، مانند نقاشی زیر لاکی، طراحی جلد، قلمدان سازی و هنرهای وابسته به معماری مثل گچبری و کاشیکاری می باشد.